# Cyprus Airways
Cyprus Airways (en griego: Κυπριακές Αερογραμμές) fue la compañía aérea nacional de Chipre. Fue creada en 1947. Su base de operación está en el aeropuerto de Lárnaca, pero la sede administrativa de la compañía estaba ubicada en Nicosia, en 2015 cesó operaciones.

## Flota
En junio de 2019, la flota de Cyprus Airways consistía en las siguientes aeronaves:
| Avión           | Flota | Pasajeros (1.ª Clase/Turista) | Rutas                            | Notas |
| --------------- | ----- | ----------------------------- | -------------------------------- | ----- |
| Airbus A319-114 | 2     | 126 (12/114)                  | Internacionales de corto alcance |       |
| Total:          | 2     |                               |                                  |       |

La flota de Cyprus Airways a junio de 2019 posee una edad promedio de: 19,5 años

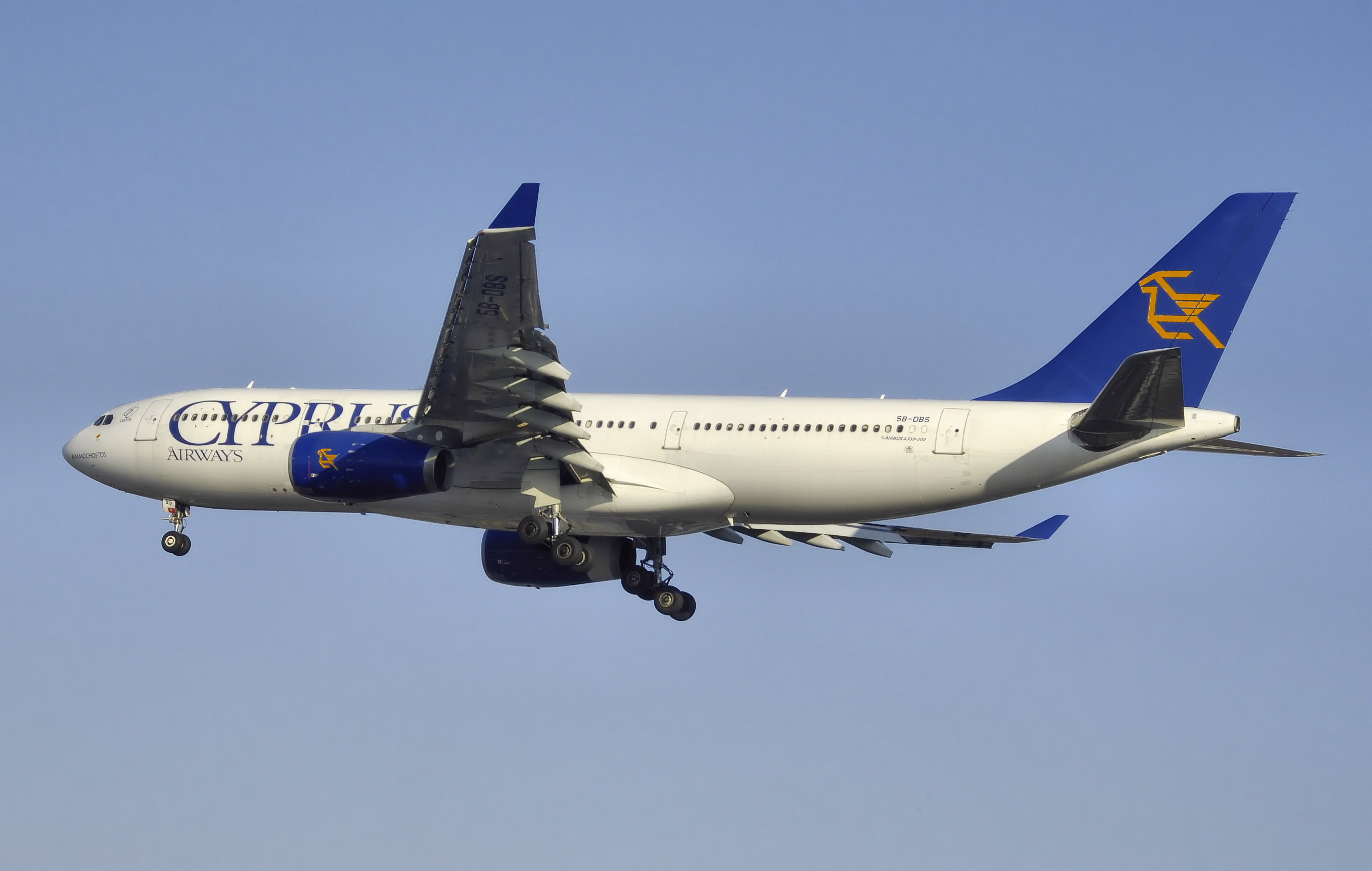
Un A330-200 de Cyprus Airways aterrizando en Aeropuerto de Londres-Heathrow.

### Flota retirada
- 4 x Airbus A310 (1984-2004)
- 2 x Airspeed Oxford[3] (1953-1955)
- 2 x Auster Alpine[4]
- 3 x BAC One-Eleven 500
- 5 x Boeing 707-123B (1979-1989)
- 4 x Boeing 720 (1976-1979)
- Bristol Britannia 253
- 1 x Canadair CL44 D4-1 Freighter
- De Havilland Comet
- 6 x Douglas DC-3 Dakota (operados entre 1947-1959, llamados Salamina, Amatunte, Citio, Curio, Alasia y Pafos)
- Douglas DC-6B Freighter
- Douglas DC-8-52
- Douglas DC-9-15
- 2 x Hawker Siddeley Trident 1E
- 3 x Hawker Siddeley Trident 2E
- Vickers Viscount 806